# HERO (2007年の映画)
『HERO』（ヒーロー）は、2007年9月8日に公開された木村拓哉（SMAP）主演の日本映画。

## 概要
2001年に連続ドラマ、2006年に特別編が放送された、フジテレビ系ドラマ『HERO』の劇場版。月9ドラマのオリジナル作品が映画化されたのは、この作品が初である。2006年に放送された特別編のストーリーを引き継いだ内容になっている。ドラマ版、劇場版を含む全シリーズは7年間のブランク期間に入った。
木村は『武士の一分』以来の映画出演であり、現代劇としては『2046』以来3年ぶりである。また、映画単独主演としてはCDデビュー後やJr.時代も含めて初となる。TVシリーズのレギュラー陣11人に加え、特別編から中井貴一、綾瀬はるか、石橋蓮司が引き続き出演した。
今までその名前のみ登場していた代議士・花岡練三郎が今作で初めて登場。大物代議士という役柄にふさわしくタモリが本名の森田一義名義で演じた。なお、今回の森田の出演は主演の木村が直々に森田に話を持ちかけたことで実現した。
他にも、松本幸四郎と松たか子の親子共演や韓国ロケ、イ・ビョンホンの友情出演などで話題を集める。
キャッチコピーは「久利生公平、最大の危機。」。
本作では、ドラマで大きく取り上げることはなかった法廷劇が描かれている。裁判シーンが描かれるのは、TVシリーズ第8話の「過去を知る女」以来となる。
興行収入は7週連続1位を達成し、2007年9月8日と9日の2日で興行収入10億1000万円、観客動員75万人を記録した（通常の邦画は初動2日間で1.5億円 - 2億円、動員は15万人 - 20万人程度）。累積では2007年12月5日現在、2007年公開の日本映画1位、81.5億円だった。
台北での総観客数は約5万人。ロケを行った韓国での総観客数は約25万人。
2009年1月3日にテレビで初めて放送された。ちなみに、前日の1月2日から当日にかけてドラマ版の一挙再放送（特別編も含む）も行われた。関西では先行して2008年12月下旬に放送（スペシャル版は除く）。
オープニング映像ではドラマ版やスペシャル版と異なり出演者ではなく役名が大きく表示されている。

## あらすじ
6年ぶりに虹ヶ浦から東京地検・城西支部に異動となった検事・久利生公平はある時、目下離婚調停真っ最中の芝山に代わり、芝山が起訴した傷害致死事件の公判検事を任されることになる。早期に決着がつくと思われていたが、容疑者が一転無罪を主張するという事態に見舞われてしまう。その容疑者を刑事事件無罪獲得数日本一の敏腕弁護士・蒲生一臣が弁護し、冷静な法廷戦術で久利生を追い詰めていく。そんな中、久利生はこの事件が山口県・虹ヶ浦支部赴任時に因縁があった代議士・花岡練三郎の贈収賄事件の鍵を握っていることを特捜部より知らされる。久利生と雨宮は捜査の過程の中で韓国・釜山へ向かいながらも奔走する。
やがて傷害致死事件の裁判は贈収賄疑惑の今後の展開を左右する裁判として全国民の注目を浴びるようになる。花岡の疑惑を何としても証明したい特捜部。互いを守るためにアリバイを工作する被疑者達。大きな事件を前に浮足立つ城西支部の面々。今までに無い危機を迎えた久利生は、それぞれの思いが絡むこの裁判を前に検事生命を掛けた一世一代の大勝負を仕掛ける。そして久利生の思いに突き動かされた検事、事務官たちも裁判に係る重大な証拠を見つけるため、奔走する。

## 登場人物

### レギュラー

#### 主要人物
久利生 公平
演 - 木村拓哉（SMAP）
ドラマ版同様通販にハマっており、相変わらずラフな格好で通している。6年前に東京地方検察庁・城西支部にいたが那覇地方検察庁・石垣支部、札幌地方検察庁、山口地方検察庁と次々転勤し、再び城西支部に復帰した。今回は芝山が起訴した傷害致死事件の公判検事を担当することに。
雨宮 舞子
演 - 松たか子
久利生と中村を担当する検察事務官。久利生が復帰して嬉しい反面、6年間も放って置かれたことには怒っており、あえて冷たく接している。今作で久利生との関係に大きな変化が訪れる。

#### 検事・事務官
中村 美鈴
演 - 大塚寧々
城西支部の検事。6年前は末次を毛嫌いしていたが、今では社交ダンスのパートナー。相変わらず芝山とは不倫中。
芝山 貢
演 - 阿部寛
城西支部の検事。妻との離婚問題で自分の裁判が忙しくなり、担当した傷害致死事件の公判を久利生に任せることに。相変わらず中村とは不倫中。
江上 達夫
演 - 勝村政信
城西支部の検事。ドラマ版と変わらず、「エース」と周囲におだてられると弱い。ドラマ版から6年間も雨宮に片思いをしているが、未だにメールアドレスすら教えてもらっていない。今作では放火犯の取り調べをする。
末次 隆之
演 - 小日向文世
江上の担当事務官。社交ダンスが趣味で美鈴とパートナーを組んでダンス大会に挑むが、とんでもない失敗をやらかしてしまい…。相変わらず江上から八つ当たりされている。
遠藤 賢司
演 - 八嶋智人
芝山の担当事務官。変わらず合コンと噂話が大好き。目下の関心事は芝山の離婚裁判。
牛丸 豊
演 - 角野卓造
城西支部の刑事部長。典型的な中間管理職タイプだが熱い心の持ち主。今作は尿酸値が下がらないことを気にしている。
鍋島 利光
演 - 児玉清
東京地検次席検事。6年前に異動した久利生を呼び戻すなど、彼には絶対的な信頼を置いている。蒲生とは同期で、久利生と蒲生の対決を見守る。
演じる児玉は本作公開の約4年後に死去したため、シリーズでは生前最後の出演となった。

#### その他
井戸 秀二
演 - 正名僕蔵
東京地検・城西支部刑事部受付の守衛。相変わらず勤務中に、のんびり昼寝をしている。
バーテンダー
演 - 田中要次
ドラマでも「あるよ」の台詞でお馴染の「St.George's Tavern」のバーテンダー。久利生に虹ヶ浦の店でも似たような人を見たといわれ、双子の兄弟がいるかと疑われる。久利生が食べ損ねた韓国料理「チョングッジャン」を久利生の注文で作る。

### 特別編からの出演者
滝田 明彦
演 - 中井貴一
久利生が虹ヶ浦支部時代に担当した被疑者。地元の有力企業、鴨井産業の常務で人望厚い人物だったが恐喝者を殺害してしまう。現在は癌に冒され余命幾ばくも無く、医療刑務所に服役している。
泉谷 りり子
演 - 綾瀬はるか
山口地検･虹ヶ浦支部の検事。久利生が城西支部に戻る前の任地、虹ヶ浦支部時代の同僚で、久利生の捜査スタイルに強い影響を受ける。久利生と共に滝田を見舞う。
大藪 正博
演 - 石橋蓮司
花岡練三郎の秘書。花岡の贈収賄疑惑に絡むアリバイ工作に梅林を利用するが、当の梅林が傷害致死事件で起訴されてしまい、蒲生に梅林の弁護を依頼する。

### 劇場版ゲスト
蒲生 一臣
演 - 松本幸四郎
刑事事件無罪獲得数日本一を誇るヤメ検の弁護士。大藪の依頼を受け梅林の弁護人となる。ハーバード大学のロースクール出身で鍋島とは同期の間柄。検事時代は「被疑者と徹底的に向かい合う」という久利生と似通った信条を持って仕事をしていたが、多くの冤罪者を生みながら自分の保身しか考えない検察に失望し、検事を辞め今に至る。論理と確たる証拠を重視する主義で、久利生の立証を難なくかわして逆に追い詰めていく。
なお、論理と証拠を重視する主義ながら、久利生が韓国へ行ってまで集めてきた梅林の犯行の証拠をあくまで「このような証拠は、彼が罪を犯した証拠と呼ぶには脆弱だ」と頑なに否定しており、蒲生本人は本質的には論理や証拠以上に検察への強い失望から「検察から貧弱な証拠を元に犯罪事件の被疑者と思い込まれている者は、だからこそ無実である」と決めつけている様子が垣間見える。
花岡 練三郎
演 - 森田一義
山口県下関市出身の衆議院議員で元国土交通大臣。利権政治家で久利生とは滝田の事件で因縁がある。鴨井産業先代社長の強固な反対に遭って断念したが、かつて虹ヶ浦の海を埋め立てようとしたため、虹ヶ浦の住民から相当嫌われている。ドラマの特別編時（このときは名前のみの登場で、顔は一切登場しなかった）から特捜に贈収賄疑惑で目を付けられているが、法務大臣に指揮権を発動させて特捜の動きを封じる。その後久利生の証人尋問の召喚により、梅林の証人として出廷し、久利生と直接対決する。
カン・ミンウ
演 - イ・ビョンホン（友情出演）
韓国・釜山地方検察庁の検事。36歳という若さで主任検事を務めるエリートで雨宮曰く「イケメン検事」。久利生の捜査に協力する予定だったが麻薬密売組織の元締めのイムの捜査で多忙なため、彼の代わりに自身の事務官であるキムを捜査に任せることになる。雨宮がイムとその仲間に襲われた際にイムを抑えるために駆けつけた。後に久利生と雨宮の関係に影響を与える一言「그 여자 놓지 마세요（ク ヨジャ ノチ マセヨ）」（彼女を離すなよ）と発言する。
キム・ヒョンウ
演 - ペク・ドビン
韓国・釜山地方検察庁の事務官でカン検事の部下。日本語ができるため久利生や雨宮の捜査を手伝わされ二人に振り回されるが次第に理解を深めていく。
東山 克彦
演 - 眞島秀和
東京地検特捜部の検事で黛の部下。黛の命令で久利生を監視していたが久利生に見抜かれる。
河野 桜子
演 - MEGUMI
6年間海外へ留学している間に浮気した婚約者をレンガで殴り、傷害容疑で送検された女性。取調べ中、6年間も放って置かれた挙句に怪我をした婚約者に同情的な雨宮に非難される。
郷田 秀次
演 - 古田新太
梅林の傷害致死事件発生当日に寂しさから自転車のサドルに火をつけ続けていた連続放火犯。取調べで自分の話を聞いてくれる担当の江上に懐き、1日1件しか自供しないため江上や末次を手こずらせる。実は裁判を左右する重大な証拠を持っている。
芝山 良子
演 - 奥貫薫
芝山の妻。芝山の浮気癖に愛想を尽かし離婚裁判を起こす。
芝山の娘
演 - 山崎汐音
写真と声のみの登場。芝山から溺愛されているが、最近は芝山からの電話をウザがっている。
黒川 ミサ
演 - 鈴木砂羽
芝山の離婚裁判の妻側の弁護士。
梅林 圭介
演 - 波岡一喜
傷害致死事件の被疑者。芝山の前では罪を認めていたが裁判が始まると一転して無実を主張する。花岡のアリバイの証人でもある。
里山 裕一郎
演 - 山中聡
傷害致死事件の被害者。結婚を数日後に控えていたが些細なことから梅林に暴行され転倒し、その際に後頭部を縁石に強打し、その傷が致命傷となり死亡する。
松本 めぐみ
演 - 国仲涼子
傷害致死事件の被害者、里山裕一郎の婚約者。里山の死を引きずっていたが、何度も足を運んできた久利生により少しずつ立ち直るようになる。
柏木 節子
演 - 長野里美
傷害致死事件の第一通報者。自宅近くで起こった放火の現場へ向かう途中に事件を目撃する。裁判でも証言するが蒲生に信憑性が無いとやり込められてしまう。
川島 雄三
演 - 伊藤正之
自動車解体工場の工員。裏で車の不正輸出を行っており、犯行時に梅林が乗っていたワゴン車を韓国のイムという男に処分させた。
通販番組のナレーション
声 - 佐藤アサト・古賀慶太・阪井あかね
通販番組の吹き替えナレーター。
桂山 薫
演 - 岸部一徳
久利生が担当する傷害致死事件の裁判官。
黛 雄作
演 - 香川照之
東京地検特捜部の検事。花岡練三郎の贈収賄疑惑を追うが、1954年の造船疑獄以降発動されることがなかった法務大臣の指揮権発動を受け、捜査を断念し無念の臍をかむ。梅林の事件に花岡が証人として関わっているため、久利生には何としても裁判で勝ってもらいたいが、小さい事件に全力で取り組む久利生以下城西支部の面々のやり方を理解できない。

## スタッフ
- 企画 - 大多亮
- 監督 - 鈴木雅之
- 脚本 - 福田靖
- 音楽 - 服部隆之
- 製作 - 亀山千広
- 統括プロデュース - 石原隆
- エグゼクティブプロデューサー - 清水賢治・島谷能成・飯島三智
- プロデューサー - 現王園佳正・牧野正・宮澤徹・和田倉和利
- ラインプロデューサー - 森賢正
- 撮影 - 蔦井孝洋
- 美術 - 荒川淳彦
- スクリプター - 戸国歩
- 選曲 - 藤村義孝
- VFXスーパーバイザー - 西村了
- 助監督 - 片島章三・足立公良
- 映像製作 - 東宝映像美術
- 製作委員会 - フジテレビジョン・東宝・J-dream・FNS27社
- 配給 - 東宝

## DVD
2008年3月8日発売。発売元はフジテレビジョン / 東宝 / ジェイ・ドリーム、販売元は東宝。
- HERO スタンダード・エディション （DVD1枚組）
  - 映像特典は「特報・劇場予告編・TVスポット集」「キャスト・スタッフプロフィール」
- HERO 特別限定版（DVD3枚組）
  - 本編DVD（スタンダード・エディションと同様）と特典DVD1「HERO」ドキュメンタリーディスク、特典DVD2「HERO」キャンペーンディスク収録。封入特典は「ポストカードセット」「久利生ダウンジャケット型携帯クリーナー」「St.George's Tavernコースター」「リーフレット」。特製アウターケース&デジパック仕様。

## 関連商品
- ノベライズ版（2007年8月24日初版発行、2007年8月27日発売、角川書店）
- HERO OFFICIAL BOOK -ヒーローオフィシャルブック-（2007年8月24日発売、ぴあMOOK）
- オリジナルサウンドトラック（2007年9月5日発売）
- 2007年8月、この3点のほかにフジテレビ・お台場の「fisland」（フジテレビショップ）にてストラップなどが発売された。

## テレビ放送
| 回数 | テレビ局   | 番組名（放送枠名） | 放送日         | 放送時間      | 放送分数 | 視聴率 |
| ---- | ---------- | ------------------ | -------------- | ------------- | -------- | ------ |
| 1    | フジテレビ | 新春映画スペシャル | 2009年1月3日   | 21:00 - 23:40 | 160分    | 22.6%  |
| 2    | フジテレビ | 土曜プレミアム     | 2009年12月12日 | 20:30 - 23:10 | 160分    | 17.7%  |
| 3    | フジテレビ | （なし）           | 2011年4月4日   | 21:00 - 23:34 | 154分    | 13.6%  |
| 4    | フジテレビ | （なし）           | 2014年6月30日  | 21:00 - 23:28 | 148分    | 14.0%  |
| 5    | フジテレビ | 土曜プレミアム     | 2015年7月4日   | 21:00 - 23:40 | 160分    | 14.2%  |
| 6    | フジテレビ | 土曜プレミアム     | 2019年1月5日   | 21:00 - 23:40 | 160分    | 11.2%  |
| 7    | フジテレビ | （なし）           | 2021年9月20日  | 21:00 - 23:28 | 148分    | 12.1%  |

- 視聴率はビデオリサーチ調べ、関東地区・世帯・リアルタイム。

## その他
- 2007年9月時点で、ロケが行われた韓国をはじめ、アジアでも過去最高規模での上映が決まっている。欧米公開も視野に入れ、フジテレビ側は英語字幕版も作り「カンヌ国際映画祭」でプロモーションしたが公開には至らなかった。
- 2007年9月9日、フジテレビの亀山千広映画事業局長（役職名は当時）は「興行収入90億円は確実」と語った。亀山局長は『踊る大捜査線 THE MOVIE 2 レインボーブリッジを封鎖せよ!』も手がけており、自身の興収173.5億円を超えて邦画史上最高記録（実写）の更新を目指したいとした。しかし実際は前述・後述の通り目標の半分にも満たずに終わり、確実と言われた興行収入90億円も達成できないという大風呂敷を広げすぎた結果となった。これらについて一部の人間から「亀山千広はヒットすることしか考えていない商業主義ではないのか?」という批判の声も上がっている。
- 映画のヒットを受け、フジテレビ系列にて、2007年9月23日に、2006年放送の特別編に新たな演出を加えたものを放送（ドラマレジェンドスペシャル）。本作の伏線としての色合いを強めた。
- 撮影現場を偶然通りかかった高橋克実がエキストラとして自転車に乗って登場している（ちなみに高橋は連続ドラマの第9話に刑事としてゲスト出演している）。
- テレビのニュースを読むアナウンサー役で宮根誠司が一瞬登場している。
- お馴染みの通販番組の吹き替えには、テレビドラマ時の阪井あかねが復帰。メインMCの吹き替えには、特別編から引き続き佐藤朝問が担当。
- 裁判所の外観、ホール、廊下等のシーン（法廷シーン以外）は大阪府庁舎本館でロケが行われた。
- 番外編…事務官・遠藤賢司（八嶋智人）と警備員・井戸秀二（正名僕蔵）がいずれも出演
  - 深夜も踊る大捜査線 湾岸署史上最悪の3人!の要領で、「映画『HERO』公開直前SP深夜の番外編〜遠藤事務官&井戸警備員、守衛室でのひととき〜」が2007年9月3日 - 9月6日（放送当時コンバット (テレビ番組)枠）、2007年9月7日25:05 - 25:15（放送日時はJST）に放送された。遅れネット局は5日分まとめて放送した。ちなみにこの時の守衛室の管理責任者は監督の鈴木雅之。
- バーテンダー役の田中要次が、2007年9月の体操の時間。にて「HERO（疲労）回復体操」を披露。久利生役の木村らもバーのシーンでのみ出演した。
- 映画公開前日の2007年9月7日には、「僕らの音楽 -OUR MUSIC- 4」で木村拓哉と松たか子が出演し、映画公開の話題を中心に対談し、「『HERO』スペシャル」ということで放送された。セッションは映画の音楽を担当した服部隆之の指揮の下、52人編成の服部隆之オーケストラとしてテーマ曲である「HERO -Main Title-」を、テレビ初披露した。対談した二人が歌を披露することはなかった。
- 映画公開初日の2007年9月8日（13時34分 - 14時19分）には、映画の見どころ・メイキング映像・キャスト等のインタビューを紹介した番組「HERO、あるよ。」が放送された。内容はHEROの頭文字にちなんで「Human」・「Energy」・「Roots」・「Off shot」という4つのテーマに沿って展開している。ストーリー仕立てになっており、バーテンダー（田中要次）の家に、映画の見どころが入ったDVDが宅配便で届き、彼がそれを見ているというもの。ナレーターは、木村の出演するSMAP×SMAPでも担当している増田晋。宅配員（ジョーサイ宅配便）役として木村拓哉・松たか子・勝村政信、バーテンダーの部屋のお隣さん役として大塚寧々が出演している。
- 2008年1月31日の日本映画製作者連盟（映連）の発表によれば、興行収入は2007年の邦画部門1位で、その額は81.5億円であった。

## 受賞歴
- 第25回ゴールデングロス賞 日本映画部門 最優秀金賞[3]